# Ochsenfeld (Acker)
Ochsenfeld handelte sich um eine landwirtschaftliche Fläche, der von der bäuerlichen Dorfgemeinschaft dem Halter eine Stieres zur Nutzung überlassen wurde.
Vor der flächendeckenden Einführung der Besamungstechnik fand die Deckung der Kühe und Färsen durch einen Zuchtstier statt. Für größere Betrieb war die Haltung eines eigenen Zuchtstieres rentabel. Theoretisch sind zwei Begattungssprünge pro Tag möglich, aber da die weiblichen Rinder unregelmäßig brünstig ist, kann nur eine wesentlich geringere Zahl an weiblichen Rindern pro Stier begattet werden. In kleinbäuerlichen Strukturen war es eine Aufgabe der Dorfgemeinschaft ausreichend Stiere zu haben, da nicht jeder Betrieb einen Bullen halten konnte. Demjenigen, der die Haltung eines Zuchtbullen übernahm, wurde das Ochsenfeld zur Nutzung überlassen und/oder ein Geldbetrag übergeben. Damit sollten seine Futter des Gemeindestier und weitere Ausgaben übernommen werden. Eine ausreichende Ernährung war für den Besamungserfolg erforderlich. Häufig wurde ein Teil der Allmende als Ochsenfeld verwendet.
Mittlerweile wurde die Gemeindestier durch die künstliche Besamung abgelöst. Vorteil ist, dass bessere Vererber der Rinderzucht zur Verfügung stehen, aber führt auch zu einer genetischen Verarmung. In der Mutterkuhhaltung wird weiterhin der Natursprung angewendet, da es aber nur vereinzelte Betriebe gibt, ist der einzelne Betrieb für die Haltung zuständig. Der Begriff Ochsenfeld hat vor allem als Bezeichnung für ein bestimmtes Flurstück überlebt.